# Immer Ärger mit den Frauen
Immer Ärger mit den Frauen (Originaltitel: The Lady Takes a Flyer) ist ein US-amerikanischer Film aus dem Jahr 1958 von Jack Arnold nach einer Geschichte von Edmund H. North. Die Uraufführung fand am 29. Januar 1958 in New York City statt, in die westdeutschen Kinos kam der Film im Juni 1958.

## Handlung
Die Piloten Mike Dandridge und sein Freund, der Fluglehrer Al Reynolds, gründen eine private Fluggesellschaft und erwerben eine ausrangierte Militärmaschine für den Transport von Waren nach Übersee. Eines Tages lernt Mike in Als Flugschule die angehende Pilotin Maggie Colby kennen. Während eines Transportflugs nach Japan verlieben sich die beiden ineinander und heiraten. Al verlässt das gemeinsame Unternehmen und geht zur Luftwaffe.
Als Maggie schwanger wird und von Mike gedrängt wird zu Hause zu bleiben, stellt Mike die junge Pilotin Nikki Taylor ein. Es kommt zum Streit zwischen Al und Mike, da Mike sich nicht genügend um das Baby kümmert und seinerseits das Fliegen nicht aufgeben möchte. Sie streiten auch über den Ablauf der Ehe und die Fortführung des Geschäftes.
Unzufrieden mit dem aktuellen Zustand ihrer Ehe und aus Angst, dass Mike mit Nikki eine Affäre beginnen könnte, beschließt sie selber einen Flug mit der jungen Pilotin zu übernehmen. Mike, für die Betreuung ihrer Tochter zuständig, nimmt seinerseits einen lukrativen Job an. Als er keine Betreuung für das Kind bekommt, nimmt er das Baby mit auf den Flug. Dabei geht er ein hohes Risiko ein, als es während der Landung in London zu Schwierigkeiten aufgrund dichten Nebels kommt. 
Maggie, ebenfalls im Landeanflug auf London, bekommt gleichermaßen Probleme mit dem Nebel. Trotz Mikes Unterstützung im Tower stürzt die Maschine während des Landeanflugs ab und brennt vollständig aus. Maggie kann sich in letzter Minute mit dem Schleudersitz aus dem Flugzeug retten und überlebt den Absturz unverletzt.
Nach einem anfänglichen Streit über die gegenseitige Unvernunft der beiden Eheleute entdecken sie erneut ihre Liebe zueinander.

## Hintergrund
In Österreich wurde der Film unter dem Titel Zur Ehe verführt aufgeführt.
Auch in den USA wurde der Film unter verschiedenen Titeln wie A Game Called Love, Lion in the Sky und Wild and Wonderful ausgestrahlt.

## Rezeption
Das Lexikon des internationalen Films beschreibt den Film als „Konventionelle Ehetragikomödie, deren größte Attraktion spannend gefilmte Flugaufnahmen sind“.

## Synchronisation
Die deutsche Synchronisation entstand 1958 bei Berliner Synchron GmbH unter der Synchronregie und nach dem Dialogbuch von Bodo Francke.
| Rolle             | Schauspieler     | Synchronsprecher    |
| ----------------- | ---------------- | ------------------- |
| Al Reynolds       | Richard Denning  | Arnold Marquis      |
| Callie            | Dee J. Thompson  | Friedel Schuster    |
| Childreth         | Nestor Paiva     | Eduard Wandrey      |
| Frank             | Alan Hale junior | Wolfgang Eichberger |
| Maggie Colby      | Lana Turner      | Marianne Kehlau     |
| Mike Dandridge    | Jeff Chandler    | Curt Ackermann      |
| Phil Donahoe      | Chuck Connors    | Horst Niendorf      |
| Willie            | Jerry Paris      | Axel Monjé          |
| Nikki Taylor      | Andra Martin     | Dorle Hintze        |
| Schwester Kennedy | Reta Shaw        | Erna Haffner        |